# Taurisques
Les Taurisques (Taurisci en latin, qui selon Pline l'Ancien correspondaient aux Norici), étaient un ensemble de peuples celtes du Norique qui vivaient au milieu des populations illyriennes et thraces. Cet ensemble de peuples celtes, ne doit pas être confondu avec les Taurins (Taurini) du Piémont italien ou avec la Tauride, ancien nom de la Crimée (Cimmériens de Tauride), même si l'on ne peut exclure une ascendance commune.

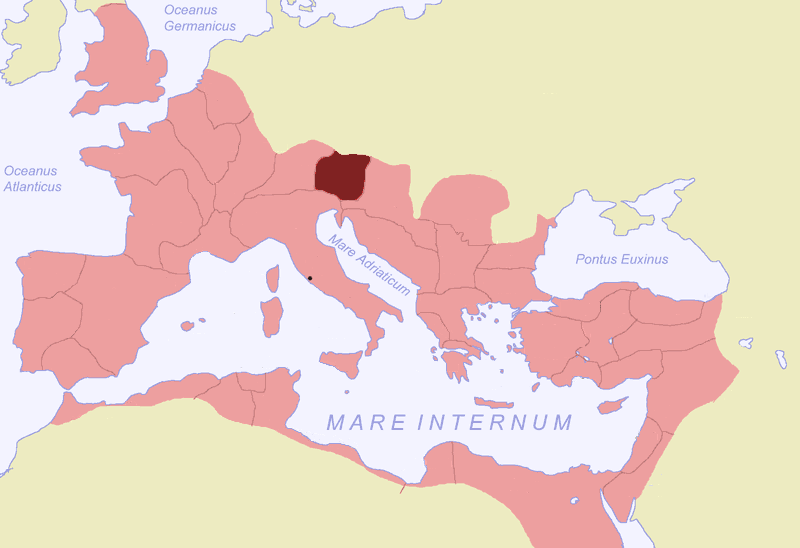
Norique où habitaient les Taurisci.

## Histoire

### Entre leIVeet leIIIesiècleav. J.-C.
La conquête de la part des Celtes continua aussi au IIIe siècle av. J.-C., avec l’occupation en premier de la Slovénie nord-orientale, puis de la Carinthie, et enfin de la basse Styrie peu après 200 av.J.-C. Ils fondent dans la partie méridionale du Norique de nouveaux et importants oppidum celtes comme Virunum, Teurnia, Flavia Solva, Celeia, Santicum et beaucoup d’autres encore.

### Premier contact avec les Romains
Le premier contact entre la population du Norique des Taurisci advient en 183 av.J.-C., quand une bande de ce peuple apparaît dans la zone où, deux années plus tard est fondée la colonie romaine d'Aquilée, et commencent à construire leur oppidum. Les Romains qui voient dans cette initiative une interférence dans leur politique de l’aire padane, envoient le consul Marcus Claudius Marcellus avec une légion pour les éloigner. Les armes ne sont point nécessaires, parce que les Taurisci sont arrivés en paix, et à peine le consul s’approche d’eux, ils envoient des ambassadeurs pour leur faire savoir qu’ils se soumettraient sans hésitation. Ce geste est considéré comme un signe d’amitié pour le peuple romain, à tel point que dans les siècles successifs se développe un rapport de très proche voisinage et de « réciproque hospitalité » entre les deux peuples.
En 178 av. J.-C., les Taurisci fournissent aux Romains un contingent allié de 3 000 soldats contre les peuples de l’Istrie (Iapodes et Liburniens), alors que quelques-unes de leurs bandes (de la zone de Nauporto), s’affrontent en 129 av. J.-C. au consul Caius Sempronius Tuditanus, qui combat aussi les proches Carni comme le relate une inscription de l’époque,lequel pour ce succès mérite le Triomphe romain.

### Guerre des Cimbres
Vers -115, lors de l’invasion de leur territoire par les Cimbres, Teutons et Ambrons, les Taurisques doivent demander l'intervention des Romains qui sont défaits à la Bataille de Noreia, une partie des Taurisques devant s'établir en Pannonie supérieure. Lors de la migration des Suèves au début du Ier siècle av. J.-C., une partie des Boïens de Bohême s'établit à leurs côtés.

### Guerre des Daces
Autour de -60, Taurisques et Boïens de Pannonie sont défaits par le roi des Daces, Burebista. Les Boïens de Pannonie traversent la Norique où ils assiègent Noreia et s'établissent en Rhétie au côté des Vendéliques et Helvètes.

### Romanisation
En -16 a lieu une invasion de l'Istrie par des groupes de populations de Pannonie et de Norique, parmi lesquelles, des Taurisques. À cette occasion est créé l’avant-poste pour l’invasion de la Norique méridionale. La campagne qui suit est conduite par le consul de 20 av.J.-C., Publius Silius Nerva : on occupe ainsi la zone entière autour de Celeia et de la Carinthie (Land), où  sont trouvées, un siècle et demi plus tôt, d’importantes mines aurifères, ils ne vont pas plus loin.
Velleius Paterculus raconte que durant la campagne de Tibère, en 6, contre les Marcomans de Maroboduo, le camp de marche de Carnuntum (où étaient cantonnées les 4 légions romaines), se trouvait justement le long des confins avec les alliés Regnum Noricum, qui restèrent libres jusqu’au règne de l’empereur Claude. C'est seulement autour de l’année 50 que la partie du Norique septentrional sera définitivement annexée. Ainsi, les confins de l’empire comprenaient au nord des Alpes toute la zone allant jusqu’au Danube. Les Taurisci faisaient alors partie de l'Empire romain.

## Géographie
Le territoire contrôlé par les Taurisques reste encore aujourd'hui difficile à définir avec précision. On les place généralement au sud ou au sud-est du Norique, en Carinthie et en Carniole, donc à l'extrême sud de l'Autriche et en Slovénie. Plus précisément, il leur est souvent accordé le contrôle du haut cours de la Save et peut-être de celui de la Ljubljanica.
Un examen des découvertes archéologiques de la région conduit à les placer dans la vallée de la Save, de la Drave et de la Mur. Un réexamen des sources textuelles leur suppose une étendue allant de Nauportus, actuelle Vrhnika, sur la Ljubljanica, au Mons Claudius, possiblement la petite chaîne montagneuse de Moslavačka Gora, à l'est de Zagreb.
Au sein de cet espace, il est possible qu'ils dominent, sans qu'il n'y ait de certitude absolue, les petits peuples des Latobices, des Varcians, des Sereti et des Serapili, voire celui des Colapiani. Ils sont par ailleurs voisins des Carni, à l'ouest, des Noriques stricto sensu au nord, des Boïens au nord-est et des Breuces et Scordiques à l'est. Au sud se développent des tribus illyriennes, notamment les Iapodes.

### Sources
- (it) Cet article est partiellement ou en totalité issu de l’article de Wikipédia en italien intitulé « Taurisci » (voir la liste des auteurs) du 05/05/2008.